# 좌동순환로
좌동순환로는 부산광역시 해운대구 중동 중동역 교차로를 기준으로 하여 좌동 지역을 시계 방향으로 순환하는 부산광역시의 도로이다. 본래 순환로라 불렸으나 도로명주소 시행으로 좌동순환로로 변경되었다.

## 주요 경유지
부산광역시
- 해운대구 중동 - 좌동

## 노선
순환하는 노선이기 때문에 기점 및 종점의 의미가 무색하나, 형식적인 기점 및 종점은 중동역 교차로이며 이 곳을 기준으로 하여 시계방향으로 순환한다.
| 이름                                 | 접속 노선                                                        | 소재지     | 소재지   | 비고                                      |
| ------------------------------------ | ---------------------------------------------------------------- | ---------- | -------- | ----------------------------------------- |
| 중동역 교차로                        | 부산광역시도 제40호선 (해운대로) (좌동로)                        | 부산광역시 | 해운대구 | 기점                                      |
| 신도초등학교 신도중학교 신도고등학교 |                                                                  | 부산광역시 | 해운대구 |                                           |
| 양운초등사거리                       | 대천로67번길                                                     | 부산광역시 | 해운대구 |                                           |
| 춘천3교                              |                                                                  | 부산광역시 | 해운대구 |                                           |
| 양운고교 교차로                      | 부산광역시도 제7715호선 (양운로)                                 | 부산광역시 | 해운대구 |                                           |
| 북부상가 교차로                      | 세실로                                                           | 부산광역시 | 해운대구 |                                           |
| 부흥중고교 교차로                    | 부산광역시도 제40호선 (좌동로)                                   | 부산광역시 | 해운대구 |                                           |
| 해운대백병원사거리                   | 부산광역시도 제4005호선 (해운대로)                               | 부산광역시 | 해운대구 |                                           |
| 신곡중사거리                         | 세실로 청사포로                                                  | 부산광역시 | 해운대구 |                                           |
| 동백초등사거리                       | 부산광역시도 제7715호선 (양운로)                                 | 부산광역시 | 해운대구 |                                           |
| 미포오거리                           | 부산광역시도 제4007호선 (달맞이길) 달맞이길62번길 달맞이길65번길 | 부산광역시 | 해운대구 | 반시계 방면 통행시 달맞이주유소 끼고 우회 |
| 중동사거리                           | 부산광역시도 제4005호선 (해운대해변로)                           | 부산광역시 | 해운대구 |                                           |
| 중동역 교차로                        | 부산광역시도 제40호선 (해운대로) (좌동로)                        | 부산광역시 | 해운대구 | 종점                                      |

## 주요 건물 및 시설
- 수영세무서 해운대민원실 (부산광역시 해운대구 좌동순환로 17, 현재 운영하지 않음)
- 좌3치안센터 (부산광역시 해운대구 좌동순환로 20)
- 주천조각보박물관 (부산광역시 해운대구 좌동순환로 25-1)
- 부산신도초등학교 (부산광역시 해운대구 좌동순환로 34)
- 부산신도중학교 (부산광역시 해운대구 좌동순환로 50)
- 신도고등학교 (부산광역시 해운대구 좌동순환로 64)
- 좌3동주민센터 (부산광역시 해운대구 좌동순환로 65)
- 좌4동주민센터 (부산광역시 해운대구 좌동순환로 183)
- 부산좌동우체국 (부산광역시 해운대구 좌동순환로 184)
- 좌동지구대 (부산광역시 해운대구 좌동순환로 185)
- 부산부흥초등학교 (부산광역시 해운대구 좌동순환로 216)
- 부산부흥중학교 (부산광역시 해운대구 좌동순환로 226)
- 부흥고등학교 (부산광역시 해운대구 좌동순환로 248)
- 신곡초등학교 (부산광역시 해운대구 좌동순환로 290)
- 좌2동주민센터 (부산광역시 해운대구 좌동순환로 302)
- 신곡우체국 (부산광역시 해운대구 좌동순환로 304)
- 신곡중학교 (부산광역시 해운대구 좌동순환로 316)
- 해운대로데오아울렛 (부산광역시 해운대구 좌동순환로 473)